# مارك ميلر (ممثل)
مارك ميلر (بالإنجليزية: Mark Miller)‏ هو كاتب سيناريو وممثل أمريكي، ولد في 20 نوفمبر 1925 بهيوستن في الولايات المتحدة.

## وصلات خارجية
- مارك ميلر على موقع IMDb (الإنجليزية)
- مارك ميلر على موقع أول موفي (الإنجليزية)
- مارك ميلر على موقع قاعدة بيانات الفيلم (الإنجليزية)